# Шаса (Алба)
Шаса (рум. Șasa) насеље је у Румунији у округу Алба у општини Лупша. Oпштина се налази на надморској висини од 676 m.

## Становништво
Према подацима из 2002. године у насељу је живело 17 становника, од којих су сви румунске националности.